# Coburger Turnerschaft 1861 2015-2016
Questa voce raccoglie le informazioni riguardanti il Coburger Turnerschaft 1861 nelle competizioni ufficiali della stagione 2015-2016.

## Organigramma societario
Area direttiva
- Presidente: André Dehler

Area tecnica
- Allenatore: Itamar Stein
- Allenatore in seconda: Volker Pohl
- Scout man: Rene Michael

Area sanitaria
- Medico: Dirk Rothhaupt, Lutz Schweißinger, Anke Strecker
- Fisioterapista: Cindy-Nadine Rühr, Astrid Saalbach

## Rosa
| N° | Nome               | Ruolo | Data di nascita   | Nazionalità sportiva |
| -- | ------------------ | ----- | ----------------- | -------------------- |
| 1  | Benjamin Kučera    | L     | 3 settembre 1980  | Germania             |
| 2  | Ariel Katzenelson  | P     | 9 settembre 1993  | Israele              |
| 3  | Dylan Davis        | C     | 6 aprile 1991     | Stati Uniti          |
| 4  | Noah Baxpöhler     | C     | 13 agosto 1993    | Germania             |
| 6  | Ryan Thompson      | C     | 15 ottobre 1990   | Stati Uniti          |
| 7  | Leonhard Tille     | L     | 17 marzo 1995     | Germania             |
| 8  | Tom Weber          | L     | 27 ottobre 1989   | Germania             |
| 12 | Lukas Schattenberg | S/O   | 11 settembre 1995 | Germania             |
| 13 | Richard Mauler     | S     | 28 settembre 1989 | Rep. Ceca            |
| 14 | Timon Schippmann   | S     | 6 settembre 1995  | Germania             |
| 15 | Wojciech Kwiecień  | P     | 26 maggio 1994    | Polonia              |
| 16 | Milan Hriňák       | S     | 15 ottobre 1985   | Slovacchia           |
| 18 | Ľuboš Kostoláni    | S/O   | 28 novembre 1990  | Slovacchia           |